# Sampgaon
Sampgaon là một taluk thuộc huyện Belgaum, bang Karnataka, Ấn Độ. Vùng hành chính của Sampgaon hầu như trùng với thị trấn Bail Hongal.